# Platygaster brevistriata
Platygaster brevistriata är en stekelart som beskrevs av Jean-Jacques Kieffer 1916. Platygaster brevistriata ingår i släktet Platygaster och familjen gallmyggesteklar. Inga underarter finns listade i Catalogue of Life.